# آی شیباتا
آی شیباتا (انگلیسی: Ai Shibata؛ زادهٔ ۱۴ مهٔ ۱۹۸۲) شناگر اهل ژاپن است.
وی در مسابقات کشوری و بین‌المللی در مجموع برندهٔ ۲ مدال طلا، ۲ مدال نقره، ۵ مدال برنز شده‌است.